# I Campagnoli
I Campagnoli sono un complesso musicale maschile, di musica tradizionale e polifonica ,nato a San Fiorenzo (Francia) nel 1989, creando l'associazione culturale "I Campagnoli", dando quindi origine al complesso. Il nome di "I Campagnoli" significa letteralmente, "Gli Uomini della Terra." Il loro primo spettacolo si è tenuto il 21 luglio del 1989, durante la festa della musica, sempre a San Fiorenzo. Nel 1991 ,I Campagnoli, vincono il concorso di canto Polifonico, della città di Bastia in Francia, vincendo successivamente nel 1997 il primo premio di musica polifonica, Nazionale. Nel 1997 registrano il primo album che esce nel 1998 e nel 2002 I Campagnoli fanno uscire il loro terzo album. I loro ultimi tour, negli anni 2005 e 2009, avvenuti in Corsica, riscuotono un discreto successo.

## Discografia
- 1997 - Laas 97
- 2000 - Canti Suminati
- 2002 - Versi di vita